# اچ‌اس‌سی آدریانا
اچ‌اس‌سی آدریانا (به انگلیسی: HSC Adriana) یک کشتی است که طول آن 40 m و ارتفاع آن 3.73 m می‌باشد.